# 마릴린 스트릭랜드
마릴린 스트릭랜드(영어: Marilyn Strickland)는 미국의 정치인이다. 민주당 소속으로, 2021년부터 미 하원 의원으로 활동 중이다. 한국명은 김순자이다.
1962년 대한민국 서울특별시에서 한국인 어머니와 주한미군이던 흑인 아버지의 딸로 태어나 1967년 워싱턴주 터코마시로 이주하였다. 워싱턴 대학교를 졸업하고 클라크 애틀란타 대학교에서 MBA를 취득하였다. 이후 민간 회사에서 경영직에서 일하다가 정치에 입문하여 터코마 시의원으로 2년 간 활동했으며, 2010년부터 2018년까지 터코마 시장직을 역임하였다. 2020년 미국 하원의원 선거에 출마하여  당선되면서 공화당의 영 김, 미셸 스틸과 함께 첫 한국계 여성 연방 하원의원이 되었다. 이후 2022년 및 2024년 하원 선거에서도 당선되어 3선 의원이 되었다.

## 같이 보기
- 한국계 미국인 목록

## 역대 선거 결과
| 선거명      | 직책명                         | 대수  | 정당   | 득표율  | 득표수    | 결과 | 당락                   |
| ----------- | ------------------------------ | ----- | ------ | ------- | --------- | ---- | ---------------------- |
| 2007년 선거 | 시의원 (터코마 제8선거구)      | -대   | 무소속 | 61.12%  | 420,374표 | 1위  | 터코마 시의원 당선     |
| 2009년 선거 | 터코마 시장                    | 38대  | 무소속 | 51.50%  | 19,812표  | 1위  | 터코마 시장 당선       |
| 2013년 선거 | 터코마 시장                    | 38대  | 무소속 | 100.00% | 30,266표  | 1위  | 터코마 시장 당선       |
| 2020년 선거 | 하원의원 (워싱턴주 제10선거구) | 117대 | 민주당 | 49.33%  | 167,937표 | 1위  | 워싱턴주 하원의원 당선 |
| 2022년 선거 | 하원의원 (워싱턴주 제10선거구) | 118대 | 민주당 | 56.97%  | 152,544표 | 1위  | 워싱턴주 하원의원 당선 |
| 2024년 선거 | 하원의원 (워싱턴주 제10선거구) | 119대 | 민주당 | 58.54%  | 203,732표 | 1위  | 워싱턴주 하원의원 당선 |